# Fons (Gard)
Fons (früher: Fons-outre-Gardon) ist eine französische Gemeinde mit 1.734 Einwohnern (Stand: 1. Januar 2022) im Département Gard in der Region Okzitanien. Sie gehört zum Arrondissement Nîmes und zum Kanton Calvisson. Die Einwohner werden Fonsois genannt.

## Geografie
Fons liegt 15 Kilometer nordwestlich von Nîmes. Umgeben wird Fons von den Nachbargemeinden Saint-Bauzély im Norden, Gajan im Osten, Saint-Mamert-du-Gard im Süden, Montmirat im Südwesten und Westen, Moulézan im Westen und Nordwesten sowie Montagnac im Nordwesten.

## Bevölkerungsentwicklung
| Jahr                       | 1962 | 1968 | 1975 | 1982 | 1990 | 1999 | 2006 | 2012 | 2020 |
| -------------------------- | ---- | ---- | ---- | ---- | ---- | ---- | ---- | ---- | ---- |
| Einwohner                  | 384  | 404  | 404  | 524  | 591  | 741  | 1025 | 1264 | 1733 |
| Quellen: Cassini und INSEE |      |      |      |      |      |      |      |      |      |

## Sehenswürdigkeiten

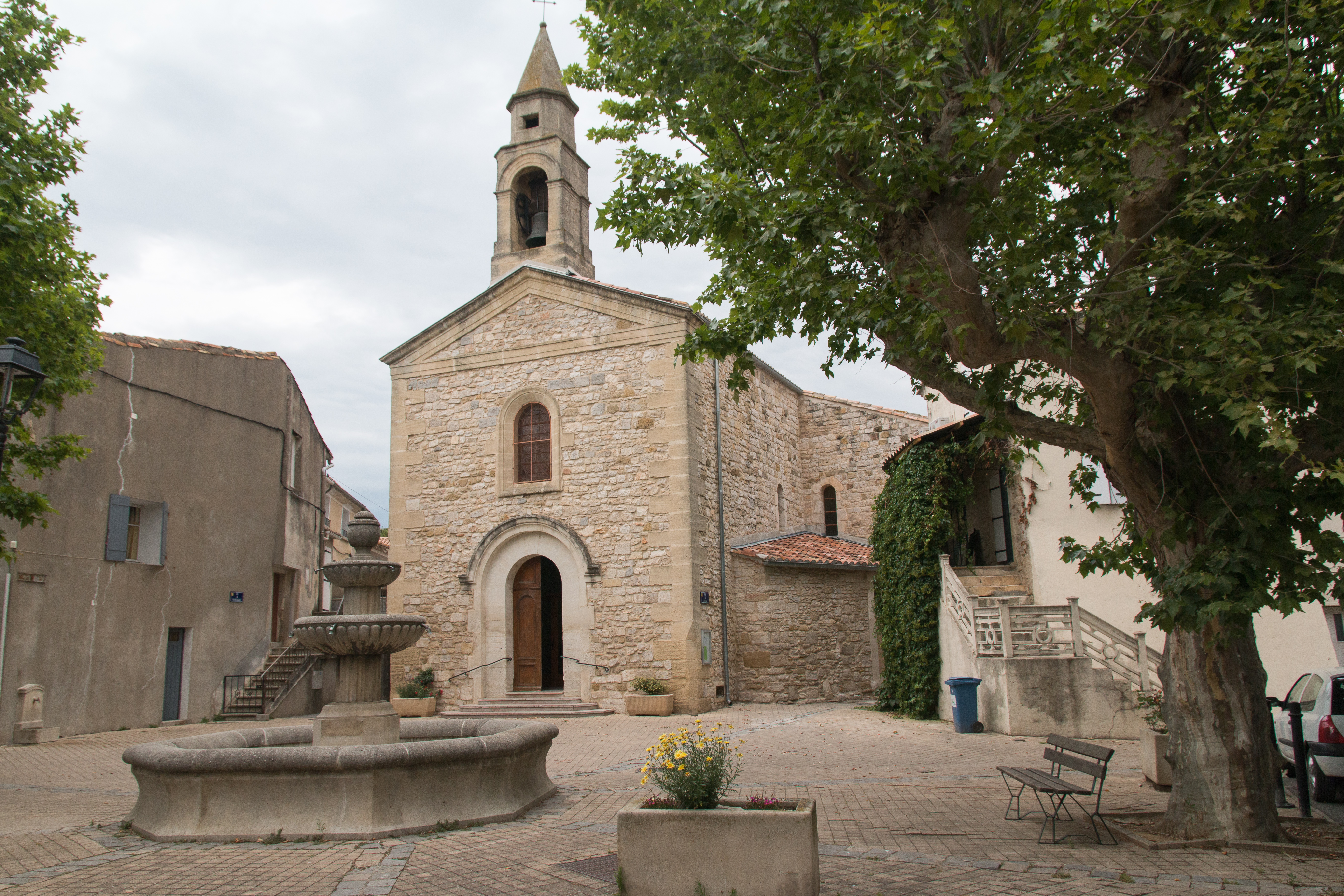
Kirche Saint-Saturnin
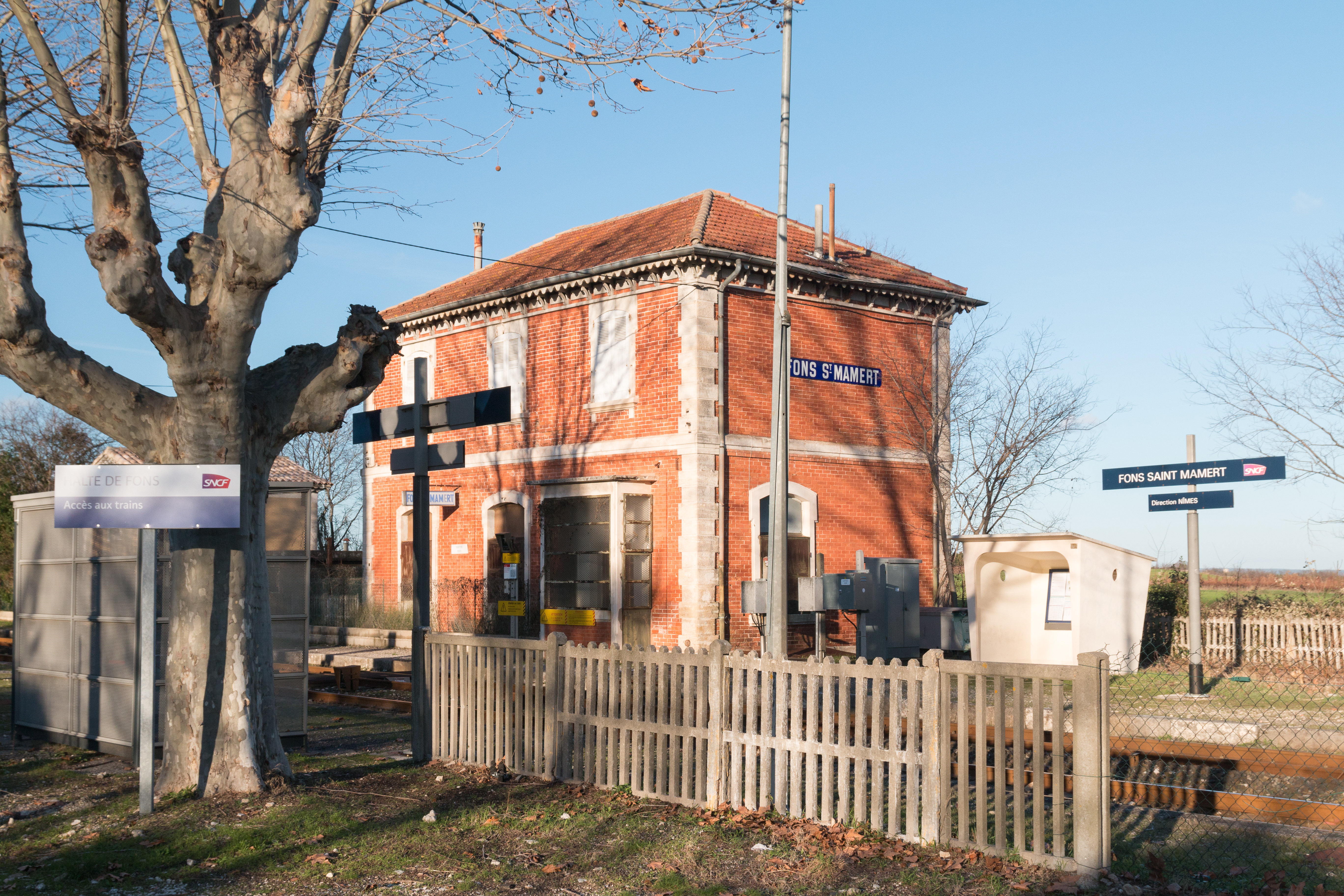
Kunstmuseum

- Kirche Saint-Saturnin
- Bahnhof

## Persönlichkeiten
- William Dumas (* 1942), Politiker (PS), Bürgermeister von Fons (2001–2008)